# Wolfgang Rieder
Wolfgang Rieder (1973) è un ex sciatore alpino austriaco naturalizzato tedesco dalla stagione 2002-2003.

## Biografia
Rieder esordì in campo internazionale ai Mondiali juniores di Geilo/Hemsedal 1991; l'anno dopo, nella rassegna iridata giovanile di Maribor, vinse la medaglia di bronzo nella discesa libera. In Coppa del Mondo prese parte a due gare, nella medesima specialità: il 23 gennaio 1993 a Veysonnaz (61º) e il 29 dicembre dello stesso anno a Bormio (56º). Si ritirò al termine della stagione 2003-2004 e la sua ultima gara fu il supergigante dei Campionati tedeschi 2004, disputato il 27 marzo a Sankt Moritz e nel quale Rieder vinse la medaglia d'oro; in carriera non prese parte a rassegne olimpiche o iridate.

## Palmarès

### Mondiali juniores
- 1 medaglia:
  - 1 bronzo (discesa libera a Maribor 1992)

### Campionati tedeschi
- 2 medaglie:
  - 1 oro (supergigante nel 2004)
  - 1 argento (supergigante nel 2003)